# Wspólnota administracyjna Türkheim
Wspólnota administracyjna Türkheim – wspólnota administracyjna (niem. Verwaltungsgemeinschaft) w Niemczech, w kraju związkowym Bawaria, w rejencji Szwabia, w regionie Donau-Iller, w powiecie Unterallgäu. Siedziba wspólnoty znajduje się w miejscowości Türkheim. Powstała 1 maja 1978.
Wspólnota administracyjna zrzesza jedną gminę targową (Markt) oraz trzy gminy wiejskie (Gemeinde): 
- Amberg, 1 302 mieszkańców, 10,95 km²
- Rammingen, 1 380 mieszkańców, 19,27 km²
- Türkheim, gmina targowa, 6 642 mieszkańców, 31,55 km²
- Wiedergeltingen, 1 380 mieszkańców, 11,61 km²